# Плёнки Андерсона (фильм)
«Плёнки Андерсона» (англ. «The Anderson Tapes») — высокотехнологичный триллер с Шоном Коннери в роли Андерсона — только что освобождённого преступника. Картина снята по одноимённому роману писателя Лоуренса Сандерса.

## Сюжет
После десятилетней отсидки в тюрьме только что выпущенный на свободу вор со своей старой подругой занимают её шикарные апартаменты, и, ища способ быстрого обогащения, он планирует преступление века — ограбить всё здание, собрав шайку воров-профессионалов, и обчистить занимаемые арендаторами помещения. Правда, он не знает одной детали — что каждый его шаг записывается на аудио- и видеоплёнки правоохранительными органами, надеющимися, что тот выведет их на криминального авторитета.

## Актёрский состав
| Актёр              | Роль                                   |
| ------------------ | -------------------------------------- |
| Шон Коннери        | Дюк Андерсон                           |
| Дайан Кэннон       | Ингрид                                 |
| Мартин Болсам      | Хаскинс                                |
| Ральф Микер        | капитан полиции Делани «Железные Яйца» |
| Алан Кинг          | Пэт Анджело                            |
| Кристофер Уокен    | Малыш                                  |
| Вал Эвери          | Парелли                                |
| Дик Энтони Уильямс | Спенсер                                |
| Гаррет Моррис      | офицер Эверсон                         |
| Стэн Готлиб        | отец                                   |
| Пол Бенджамин      | Джимми                                 |
| Энтони Холланд     | психолог                               |
| Ричард Б. Шалл     | Уэрнер                                 |
| Конрад Бэин        | доктор Кубикофф                        |
| Маргарет Хэмилтон  | мисс Кэйлер                            |

## Производство и критика
Это первый крупный кинофильм Кристофера Уокена, а также последнее появление на экране Маргарет Хэмилтон. 
Шон Коннери, Мартин Болсам и режиссер Сидни Люмет затем снова работали вместе над «Убийством в «Восточном экспрессе». Коннери ранее работал с режиссером в фильме «Холм», и в следующем году они воссоединятся в «Оскорблении», а затем много лет спустя — в «Семейном бизнесе». Болсам и Люмет работали вместе над фильмом «12 разгневанных мужчин». 
Два персонажа из романа, на котором основывался фильм, были объединены: Ингрид Махт и Агнес Эверли превратились в Ингрид Эверли. 
Выступление Шона Коннери в роли симпатичного преступника Дюка Андерсона сыграло важную роль в его уходе от образа Джеймса Бонда. Оно также вернуло его в ряды лучших актёров в Соединенных Штатах. 
Фильм был снят в Нью-Йорке, на Пятой авеню, в монастыре Святого Сердца, в тюрьме на острове Рикерс, в автовокзале администрации порта, в Луксорском оздоровительном клубе и в Нижнем Ист-Сайде. Сцены интерьеров были сняты в Hi Brown Studio и ABC-Pathé Studio, оба в Нью-Йорке. 
Бюджет кинопроизводства был ограничен, поэтому съёмки были завершены в течение шести недель — с середины августа до 16 октября 1970 года. Фильм стал первым для Роберта М. Вейтмана в качестве независимого продюсера. 
Columbia Pictures была недовольна первоначальным окончанием фильма, в котором Коннери уходил от преследования полицейскими вертолётами, опасаясь, что это повредит продажам на телевидении, где, как правило, требуется, чтобы плохие парни не оставались безнаказанными.